# Bác Lạc
Bác Lặc (giản thể: 博乐; phồn thể: 博樂; bính âm: Bólè) hay Bortala (tiếng Mông Cổ: ᠪᠣᠷᠲᠠᠯᠠ; Uyghur: بۆرتالا‎, ULY: Börtala, UPNY: Bɵrtala?) là một huyện cấp thị (thành phố cấp huyện) và là thủ phủ của Châu tự trị dân tộc Mông Cổ-Bortala, khu tự trị Tân Cương, Trung Quốc. Bortala là một từ tiếng Mông Cổ và có nghĩa là "đồng cỏ nâu". Bác Lặc có một tuyến đường sắt và một tuyến quốc lộ nối với Urumqi.

### Nhai đạo
- Thanh Đắc Lý (青得里街道)
- Cố Lực Tô Đồ (顾力木图街道)
- Khắc Nhĩ Căn Trác (克尔根卓街道)
- Tam Đài (三台街道)

### Trấn
- Tiểu Doanh Bàn 小营盘镇
- Đạt Lặc Đặc 达勒特镇
- Ô Đồ Bố Lạp Cách 乌图布拉格镇

### Hương
- Thanh Đắc Lý 青得里乡
- Bối Lâm Cáp Nhật Mạc Đôn 贝林哈日莫墩乡

### Khác
- Khu quản lý hành chính cửa khẩu A Lạp Sơn Khẩu (阿拉山口口岸行政管理区)
- Mục trường A Nhiệt Lặc Thác Hải (阿热勒托海牧场)
- Binh đoàn Nông Ngũ Sư (đoàn 81, 84, 86, 89, 90)
- Mục trường Hương Ban Cáp Nhật Căn (香班哈日根牧场)